# Mystery Tower
Mystery Tower (バベルの塔?, Babel no Tō, lett. Torre di Babele) è un videogioco a piattaforme sviluppato da Namco e pubblicato nel 1986 per Famicom.
Distribuito nel 2014 in Giappone per Wii U tramite Virtual Console, nel 2023 il gioco viene incluso tra i giochi disponibili su Nintendo Switch Online.